# 24 Hours
«24 Hours» (en hangul, 24시간이 모자라), es el sencillo debut de la cantante surcoreana Sunmi. Fue publicado el 26 de agosto de 2013 por JYP Entertainment, siendo añadido seis meses después al primer EP de Sunmi, Full Moon.

## Antecedentes y lanzamiento
El 6 de agosto de 2013, JYP Entertainment anunció que Sunmi haría su debut como cantante en solitario luego de haber estado inactiva por un tiempo. El 11 de agosto, la empresa dijo que Sunmi lanzaría su nuevo sencillo el 26 de agosto y que hará su regreso a los escenarios el 22 de agosto. El 14 de agosto, JYP publicó el primer teaser del videoclip. En el teaser aparece un reloj y un par de recuerdos, mientras que en el fondo suena la música de «24 Hours». El 17 de agosto, la compañía publicó un nuevo teaser donde Sunmi baila una coreografía «sexy» acompañada de un hombre y también suena como fondo una parte de la canción. Sunmi escribió una carta a los fanáticos de Wonder Girls, expresando su deseo de mostrarles a una «nueva Sunmi». La cantante también escribió que tuvo que perder peso para este regreso.

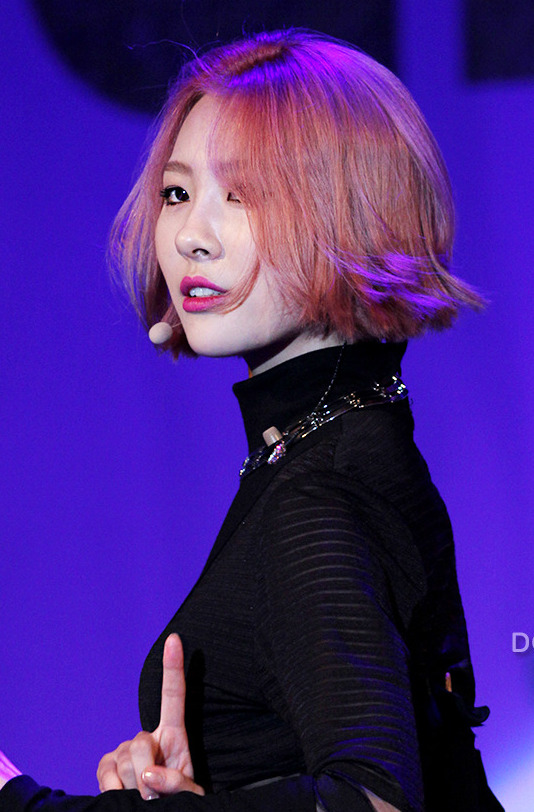
Sunmi interpretando «24 Hours» en Green Ribbon Marathon Hope Concert, el 29 de septiembre de 2013.

## Vídeo musical
Después del anuncio del videoclip, Sunmi declaró a través de distintos medios de comunicación que la canción se basó en el concepto de «dejar de ser niña y convertirse en mujer». Tras el lanzamiento del teaser del vídeo musical, Park Jin-young dijo que el tráiler tenía como objetivo crear un nuevo criterio de una «chica que aparentemente está madurando». En la producción del videoclip, el propósito del vídeo era elaborar una historia de amor.
Al comienzo del vídeo, se muestra a Sunmi dándole cuerda a un reloj y luego se la ve sentada en su cama con una mirada seria, la música de fondo es el sonido del reloj. Por sugerencia de Yubin, durante la transición del vídeo, se puede ver una variante del Cisne negro. El vídeo luego vuelve a retomar las escenas del comienzo.

## Posicionamiento en listas
| Lista (2013)                        | Mejor posición |
| ----------------------------------- | -------------- |
| Corea del Sur (Gaon Digital Chart)  | 2              |
| Corea del Sur (Korea K-Pop Hot 100) | 3              |